# Engelska mästare i fotboll

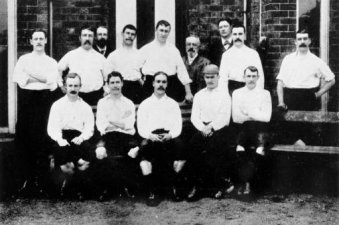
Preston North End (1888–1889) var de första Football League mästarna

Till engelska mästare i fotboll koras det lag som vinner den högsta ligan i engelsk fotboll, vilket sedan 1992 är FA Premier League.

## Historia
Efter att det engelska fotbollsförbundet legaliserat proffsfotbollen 1885, bildades The Football League 1888 av William McGregor, styrelsemedlem i Aston Villa. Det var den första professionella fotbollsligan i världen. Preston North End blev första klubb att koras till engelska mästare efter att säsongen 1888/89 gått obesegrad genom ligan. 1992 drog sig klubbarna i dåvarande division ett i The Football League sig ur ligan och bildade FA Premier League, som ersatte division ett som den högsta fotbollsserien i England. Liverpool och Manchester United är med sina 20 titlar de lag som har blivit engelska mästare flest gånger. 

## Division 1 / Premier League (1888–)
Lag markerade i fet stil vann "dubbeln", det vill säga både ligan och FA-cupen.
| År        | Segrare (antal titlar)                         | Andra plats                                    | Skyttekung                                                                                  |
| --------- | ---------------------------------------------- | ---------------------------------------------- | ------------------------------------------------------------------------------------------- |
| 1888/89   | Preston North End (1)                          | Aston Villa                                    | John Goodall (Preston) (21 mål)                                                             |
| 1889/90   | Preston North End (2)                          | Everton                                        | Jimmy Ross (Preston) (21)                                                                   |
| 1890/91   | Everton (1)                                    | Preston North End                              | Jack Southworth (Blackburn) (26)                                                            |
| 1891/92   | Sunderland (1)                                 | Preston North End                              | Johnny Campbell (Sunderland) (32)                                                           |
| 1892/93   | Sunderland (2)                                 | Preston North End                              | Johnny Campbell (Sunderland) (31)                                                           |
| 1893/94   | Aston Villa (1)                                | Sunderland                                     | Jack Southworth (Everton) (27)                                                              |
| 1894/95   | Sunderland (3)                                 | Everton                                        | Johnny Campbell (Sunderland) (22)                                                           |
| 1895/96   | Aston Villa (2)                                | Derby County                                   | Johnny Campbell (Aston Villa) och Steve Bloomer (Derby) (20)                                |
| 1896/97   | Aston Villa (3)                                | Sheffield United                               | Steve Bloomer (Derby) (22)                                                                  |
| 1897/98   | Sheffield United (1)                           | Sunderland                                     | George Wheldon (Aston Villa) (21)                                                           |
| 1898/99   | Aston Villa (4)                                | Liverpool                                      | Steve Bloomer (Derby) (23)                                                                  |
| 1899/1900 | Aston Villa (5)                                | Sheffield United                               | Billy Garraty (Aston Villa) (27)                                                            |
| 1900/01   | Liverpool (1)                                  | Sunderland                                     | Steve Bloomer (Derby) (23)                                                                  |
| 1901/02   | Sunderland (4)                                 | Everton                                        | Jimmy Settle (Everton) (18)                                                                 |
| 1902/03   | The Wednesday (1)                              | Aston Villa                                    | Sam Raybould (Liverpool) (31)                                                               |
| 1903/04   | The Wednesday (2)                              | Manchester City                                | Steve Bloomer (Derby) (20)                                                                  |
| 1904/05   | Newcastle United (1)                           | Everton                                        | Arthur Brown (Sheff. Utd.) (22)                                                             |
| 1905/06   | Liverpool (2)                                  | Preston North End                              | Walter White (Bolton) (26)                                                                  |
| 1906/07   | Newcastle United (2)                           | Bristol City                                   | Alf Young (Everton) (28)                                                                    |
| 1907/08   | Manchester United (1)                          | Aston Villa                                    | E. West (Nottm. Forest) (27)                                                                |
| 1908/09   | Newcastle United (3)                           | Everton                                        | Bert Freeman (Everton) (38)                                                                 |
| 1909/10   | Aston Villa (6)                                | Liverpool                                      | Jack Parkinson (Liverpool) (30)                                                             |
| 1910/11   | Manchester United (2)                          | Aston Villa                                    | Albert Shepherd (Newcastle) (25)                                                            |
| 1911/12   | Blackburn Rovers (1)                           | Everton                                        | H. Hampton (Aston Villa), G. Holley (Sunderland) och D. McLean (The Wednesday) (25)         |
| 1912/13   | Sunderland (5)                                 | Aston Villa                                    | David McLean (The Wednesday) (30)                                                           |
| 1913/14   | Blackburn Rovers (2)                           | Aston Villa                                    | George Elliot (Middlesbrough) (32)                                                          |
| 1914/15   | Everton (2)                                    | Oldham Athletic                                | Bobby Parker (Everton) (35)                                                                 |
| 1916–19   | Ligan inställd på grund av första världskriget | Ligan inställd på grund av första världskriget | Ligan inställd på grund av första världskriget                                              |
| 1919/20   | West Bromwich Albion (1)                       | Burnley                                        | Fred Morris (West Bromwich Albion) (37)                                                     |
| 1920/21   | Burnley (1)                                    | Manchester City                                | Joe Smith (Bolton) (38)                                                                     |
| 1921/22   | Liverpool (3)                                  | Tottenham Hotspur                              | Andy Wilson (Middlebrough) (31)                                                             |
| 1922/23   | Liverpool (4)                                  | Sunderland                                     | Charlie Buchan (Sunderland) (30)                                                            |
| 1923/24   | Huddersfield Town (1)                          | Cardiff City                                   | W. Chadwick (Everton) (28)                                                                  |
| 1924/25   | Huddersfield Town (2)                          | West Bromwich Albion                           | Frank Roberts (Manchester City) (31)                                                        |
| 1925/26   | Huddersfield Town (3)                          | Arsenal                                        | Ted Harper (Blackburn) (43)                                                                 |
| 1926/27   | Newcastle United (4)                           | Huddersfield Town                              | Jimmy Trotter (The Wednesday) (37)                                                          |
| 1927/28   | Everton (3)                                    | Huddersfield Town                              | Dixie Dean (Everton) (60)                                                                   |
| 1928/29   | Sheffield Wednesday (3)                        | Leicester City                                 | Dave Halliday (Sunderland) (43)                                                             |
| 1929/30   | Sheffield Wednesday (4)                        | Derby County                                   | Vic Watson (West Ham) (41)                                                                  |
| 1930/31   | Arsenal (1)                                    | Aston Villa                                    | Tom Waring (Aston Villa) (49)                                                               |
| 1931/32   | Everton (4)                                    | Arsenal                                        | Dixie Dean (Everton) (44)                                                                   |
| 1932/33   | Arsenal (2)                                    | Aston Villa                                    | Jack Bowers (Derby) (35)                                                                    |
| 1933/34   | Arsenal (3)                                    | Huddersfield Town                              | Jack Bowers (Derby) (34)                                                                    |
| 1934/35   | Arsenal (4)                                    | Sunderland                                     | Ted Drake (Arsenal) (42)                                                                    |
| 1935/36   | Sunderland (6)                                 | Derby County                                   | P. Glover (Grimsby), R.Carter (Sunderland) och B. Gurney (Sunderland) (31)                  |
| 1936/37   | Manchester City (1)                            | Charlton Athletic                              | Freddie Steel (Stoke) (33)                                                                  |
| 1937/38   | Arsenal (5)                                    | Wolverhampton Wanderers                        | Tommy Lawton (Everton) (38)                                                                 |
| 1938/39   | Everton (5)                                    | Wolverhampton Wanderers                        | Tommy Lawton (Everton) (35)                                                                 |
| 1940–46   | Ligan inställd på grund av andra världskriget  | Ligan inställd på grund av andra världskriget  | Ligan inställd på grund av andra världskriget                                               |
| 1946/47   | Liverpool (5)                                  | Manchester United                              | Dennis Westcott (Wolves) (37)                                                               |
| 1947/48   | Arsenal (6)                                    | Manchester United                              | Ronnie Rooke (Arsenal) (33)                                                                 |
| 1948/49   | Portsmouth (1)                                 | Manchester United                              | Willie Moir (Bolton) (25)                                                                   |
| 1949/50   | Portsmouth (2)                                 | Wolverhampton Wanderers                        | Dickie Davis (Sunderland) (25)                                                              |
| 1950/51   | Tottenham Hotspur (1)                          | Manchester United                              | Stan Mortensen (Blackpool) (30)                                                             |
| 1951/52   | Manchester United (3)                          | Tottenham Hotspur                              | George Robledo (Newcastle) (33)                                                             |
| 1952/53   | Arsenal (7)                                    | Preston North End                              | Charlie Wayman (Preston) (24)                                                               |
| 1953/54   | Wolverhampton Wanderers (1)                    | West Bromwich Albion                           | Jimmy Glazzard (Huddersfield) (29)                                                          |
| 1954/55   | Chelsea (1)                                    | Wolverhampton Wanderers                        | Ronnie Allen (West Bromwich Albion) (27)                                                    |
| 1955/56   | Manchester United (4)                          | Blackpool                                      | Nat Lofthouse (Bolton) (33)                                                                 |
| 1956/57   | Manchester United (5)                          | Tottenham Hotspur                              | John Charles (Leeds) (38)                                                                   |
| 1957/58   | Wolverhampton Wanderers (2)                    | Preston North End                              | Bobby Smith (Tottenham) (36)                                                                |
| 1958/59   | Wolverhampton Wanderers (3)                    | Manchester United                              | Jimmy Greaves (Chelsea) (33)                                                                |
| 1959/60   | Burnley (2)                                    | Wolverhampton Wanderers                        | Dennis Viollet (Man. Utd.) (32)                                                             |
| 1960/61   | Tottenham Hotspur (2)                          | Sheffield Wednesday                            | Jimmy Greaves (Chelsea) (41)                                                                |
| 1961/62   | Ipswich Town (1)                               | Burnley                                        | Ray Crawford (Ipswich) och Derek Kevan (West Bromwich Albion) (33)                          |
| 1962/63   | Everton (6)                                    | Tottenham Hotspur                              | Jimmy Greaves (Tottenham) (37)                                                              |
| 1963/64   | Liverpool (6)                                  | Manchester United                              | Jimmy Greaves (Tottenham) (35)                                                              |
| 1964/65   | Manchester United (6)                          | Leeds United                                   | Andy McEvoy (Blackburn) och Jimmy Greaves (Tottenham) (29)                                  |
| 1965/66   | Liverpool (7)                                  | Leeds United                                   | Willie Irvine (Burnley) (29)                                                                |
| 1966/67   | Manchester United (7)                          | Nottingham Forest                              | Ron Davies (Southampton) (37)                                                               |
| 1967/68   | Manchester City (2)                            | Manchester United                              | George Best (Man. Utd.) och Ron Davies (Southampton) (28)                                   |
| 1968/69   | Leeds United (1)                               | Liverpool                                      | Jimmy Greaves (Tottenham) (27)                                                              |
| 1969/70   | Everton (7)                                    | Leeds United                                   | Jeff Astle (West Bromwich Albion) (25)                                                      |
| 1970/71   | Arsenal (8)                                    | Leeds United                                   | Tony Brown (West Bromwich Albion) (28)                                                      |
| 1971/72   | Derby County (1)                               | Leeds United                                   | Francis Lee (Manchester City) (33)                                                          |
| 1972/73   | Liverpool (8)                                  | Arsenal                                        | Bryan Robson (West Ham) (28)                                                                |
| 1973/74   | Leeds United (2)                               | Liverpool                                      | Mick Channon (Southampton) (21)                                                             |
| 1974/75   | Derby County (2)                               | Liverpool                                      | Malcolm Macdonald (Newcastle) (21)                                                          |
| 1975/76   | Liverpool (9)                                  | Queens Park Rangers                            | Ted MacDougall (Norwich) (23)                                                               |
| 1976/77   | Liverpool (10)                                 | Manchester City                                | Malcolm Macdonald (Arsenal) och Andy Gray (Aston Villa) (25)                                |
| 1977/78   | Nottingham Forest (1)                          | Liverpool                                      | Bob Latchford (Everton) (30)                                                                |
| 1978/79   | Liverpool (11)                                 | Nottingham Forest                              | Frank Worthington (Bolton) (24)                                                             |
| 1979/80   | Liverpool (12)                                 | Manchester United                              | Phil Boyer (Southampton) (23)                                                               |
| 1980/81   | Aston Villa (7)                                | Ipswich Town                                   | Peter Withe (Aston Villa) och Steve Archibald (Tottenham) (20)                              |
| 1981/82   | Liverpool (13)                                 | Ipswich Town                                   | Kevin Keegan (Southampton) (26)                                                             |
| 1982/83   | Liverpool (14)                                 | Watford                                        | Luther Blissett (Watford) (27)                                                              |
| 1983/84   | Liverpool (15)                                 | Southampton                                    | Ian Rush (Liverpool) (32)                                                                   |
| 1984/85   | Everton (8)                                    | Liverpool                                      | Kerry Dixon (Chelsea) och Gary Lineker (Leicester) (24)                                     |
| 1985/86   | Liverpool (16)                                 | Everton                                        | Gary Lineker (Everton) (30)                                                                 |
| 1986/87   | Everton (9)                                    | Liverpool                                      | Clive Allen (Tottenham) (33)                                                                |
| 1987/88   | Liverpool (17)                                 | Manchester United                              | John Aldridge (Liverpool) (26)                                                              |
| 1988/89   | Arsenal (9)                                    | Liverpool                                      | Alan Smith (Arsenal) (23)                                                                   |
| 1989/90   | Liverpool (18)                                 | Aston Villa                                    | Gary Lineker (Tottenham) (24)                                                               |
| 1990/91   | Arsenal (10)                                   | Liverpool                                      | Alan Smith (Arsenal) (22)                                                                   |
| 1991/92   | Leeds United (3)                               | Manchester United                              | Ian Wright (Crystal Palace/Arsenal) (29)                                                    |
| 1992/93   | Manchester United (8)                          | Aston Villa                                    | Teddy Sheringham (Tottenham) (22)                                                           |
| 1993/94   | Manchester United (9)                          | Blackburn Rovers                               | Andy Cole (Newcastle) (34)                                                                  |
| 1994/95   | Blackburn Rovers (3)                           | Manchester United                              | Alan Shearer (Blackburn) (34)                                                               |
| 1995/96   | Manchester United (10)                         | Newcastle United                               | Alan Shearer (Blackburn) (31)                                                               |
| 1996/97   | Manchester United (11)                         | Newcastle United                               | Alan Shearer (Newcastle) (25)                                                               |
| 1997/98   | Arsenal (11)                                   | Manchester United                              | C. Sutton (Blackburn), D. Dublin (Coventry), M. Owen (Liverpool) (18)                       |
| 1998/99   | Manchester United (12)                         | Arsenal                                        | J.F. Hasselbaink (Leeds), M. Owen (Liverpool), D. Yorke (Manchester Utd.) (18)              |
| 1999/2000 | Manchester United (13)                         | Arsenal                                        | Kevin Phillips (Sunderland) (30)                                                            |
| 2000/01   | Manchester United (14)                         | Arsenal                                        | Jimmy Floyd Hasselbaink (Chelsea) (23)                                                      |
| 2001/02   | Arsenal (12)                                   | Liverpool                                      | Thierry Henry (Arsenal) (24)                                                                |
| 2002/03   | Manchester United (15)                         | Arsenal                                        | Ruud van Nistelrooy (Manchester Utd.) (25)                                                  |
| 2003/04   | Arsenal (13)                                   | Chelsea                                        | Thierry Henry (Arsenal) (30)                                                                |
| 2004/05   | Chelsea (2)                                    | Arsenal                                        | Thierry Henry (Arsenal) (25)                                                                |
| 2005/06   | Chelsea (3)                                    | Manchester United                              | Thierry Henry (Arsenal) (27)                                                                |
| 2006/07   | Manchester United (16)                         | Chelsea                                        | Didier Drogba (Chelsea) (20)                                                                |
| 2007/08   | Manchester United (17)                         | Chelsea                                        | Cristiano Ronaldo (Manchester United) (31)                                                  |
| 2008/09   | Manchester United (18)                         | Liverpool                                      | Nicolas Anelka (Chelsea) (19)                                                               |
| 2009/10   | Chelsea (4)                                    | Manchester United                              | Didier Drogba (Chelsea) (29)                                                                |
| 2010/11   | Manchester United (19)                         | Chelsea                                        | Dimitar Berbatov (Manchester United), Carlos Tévez (Manchester City) (21)                   |
| 2011/12   | Manchester City (3)                            | Manchester United                              | Robin van Persie (Arsenal) (30)                                                             |
| 2012/13   | Manchester United (20)                         | Manchester City                                | Robin van Persie (Manchester United) (26)                                                   |
| 2013/14   | Manchester City (4)                            | Liverpool                                      | Luis Suarez (Liverpool) (31)                                                                |
| 2014/15   | Chelsea (5)                                    | Manchester City                                | Sergio Agüero (Manchester City) (26)                                                        |
| 2015/16   | Leicester City (1)                             | Arsenal                                        | Harry Kane (Tottenham Hotspur) (25)                                                         |
| 2016/17   | Chelsea (6)                                    | Tottenham Hotspur                              | Harry Kane (Tottenham Hotspur) (29)                                                         |
| 2017/18   | Manchester City (5)                            | Manchester United                              | Mohamed Salah (Liverpool) (32)                                                              |
| 2018/19   | Manchester City (6)                            | Liverpool                                      | Pierre-Emerick Aubameyang (Arsenal), Mohamed Salah (Liverpool), Sadio Mané (Liverpool) (22) |
| 2019/20   | Liverpool (19)                                 | Manchester City                                | Jamie Vardy (Leicester City) (23)                                                           |
| 2020/21   | Manchester City (7)                            | Manchester United                              | Harry Kane (Tottenham Hotspur) (23)                                                         |
| 2021/22   | Manchester City (8)                            | Liverpool                                      | Son Heung-min (Tottenham Hotspur), Mohamed Salah (Liverpool) (23)                           |
| 2022/23   | Manchester City (9)                            | Arsenal                                        | Erling Haaland (Manchester City) (36)                                                       |
| 2023/24   | Manchester City (10)                           | Arsenal                                        | Erling Haaland (Manchester City) (27)                                                       |
| 2024/25   | Liverpool (20)                                 |                                                |                                                                                             |

## Antal vunna titlar
| Titlar | Klubb                   |
| ------ | ----------------------- |
| 20     | Manchester United       |
| 20     | Liverpool               |
| 13     | Arsenal                 |
| 10     | Manchester City         |
| 9      | Everton                 |
| 7      | Aston Villa             |
| 6      | Chelsea                 |
| 6      | Sunderland              |
| 4      | Newcastle United        |
| 4      | Sheffield Wednesday     |
| 3      | Blackburn Rovers        |
| 3      | Huddersfield Town       |
| 3      | Leeds United            |
| 3      | Wolverhampton Wanderers |
| 2      | Burnley                 |
| 2      | Derby County            |
| 2      | Portsmouth              |
| 2      | Preston North End       |
| 2      | Tottenham Hotspur       |
| 1      | Ipswich Town            |
| 1      | Nottingham Forest       |
| 1      | Sheffield United        |
| 1      | West Bromwich Albion    |
| 1      | Leicester City          |

## Ligamästare damer
- Se FA Women's Premier League National Division

## Fotnoter
1. 1 2  Obesegrade i ligan.
2. 1 2  Vann även UEFA-cupen.
3. 1 2  Vann även Europacupen.
4. 1 2 3 4 5 6 7 8 9  Vann även Ligacupen.
5. ↑  Från och med säsongen 1981/82 fick man tre poäng för seger. Tidigare fick man två poäng.
6. ↑  Vann även Cupvinnarcupen.
7. ↑  Vann även FA-cupen och Champions League.
8. ↑  ”Barclays Premier League table, current & previous standings”. www.premierleague.com. Arkiverad från originalet den 16 maj 2016. https://web.archive.org/web/20160516065708/http://www.premierleague.com/en-gb/matchday/league-table.html. Läst 19 maj 2016.
9. ↑  Sheffield Wednesday hette The Wednesday fram till 1929.